# Libros
Libros ist ein Ort und eine Gemeinde (municipio) mit 102 Einwohnern (Stand: 2024) im Zentrum der Provinz Teruel in der Autonomen Region Aragonien im östlichen Zentralspanien. 

## Lage und Klima
Der Ort Libros liegt im Süden des Iberischen Gebirges etwa 23 Kilometer (Fahrtstrecke) südsüdwestlich der Stadt Teruel in einer Höhe von ca. 765 m. Das Klima ist gemäßigt bis warm; Regen (ca. 454 mm/Jahr) fällt übers Jahr verteilt.

## Bevölkerungsentwicklung
| Jahr      | 1970 | 1981 | 1991 | 2001 | 2011 | 2021 |
| Einwohner | 393  | 265  | 213  | 157  | 145  | 100  |

Die Mechanisierung der Landwirtschaft sowie die Aufgabe bäuerlicher Kleinbetriebe und der daraus resultierende Verlust an Arbeitsplätzen haben in der zweiten Hälfte des 20. Jahrhunderts zu einem deutlichen Bevölkerungsrückgang (Landflucht) geführt.

## Sehenswürdigkeiten
- Burgreste
- Johannes-der-Täufer-Kirche
- Marienkapelle

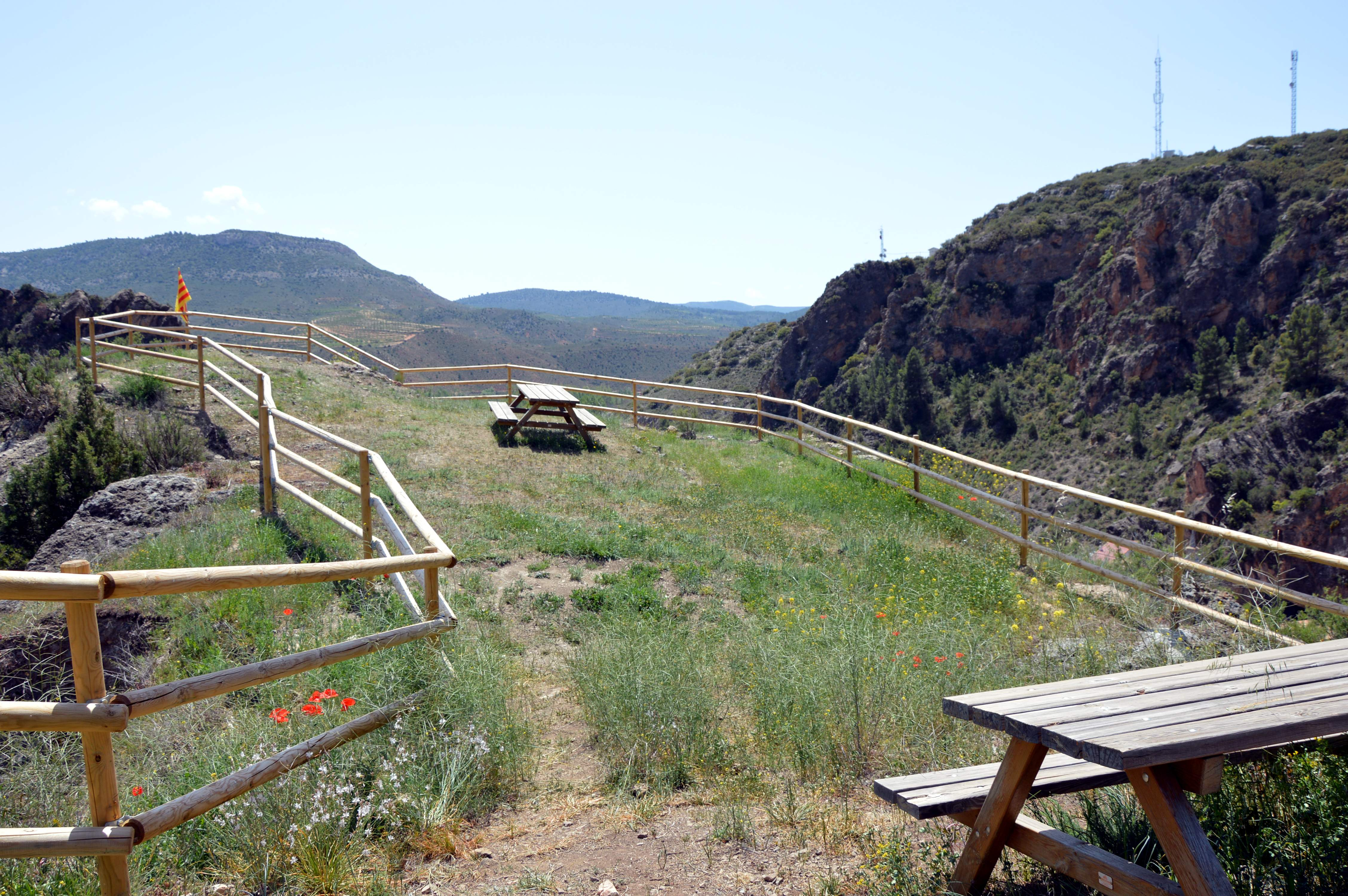
Burgruine
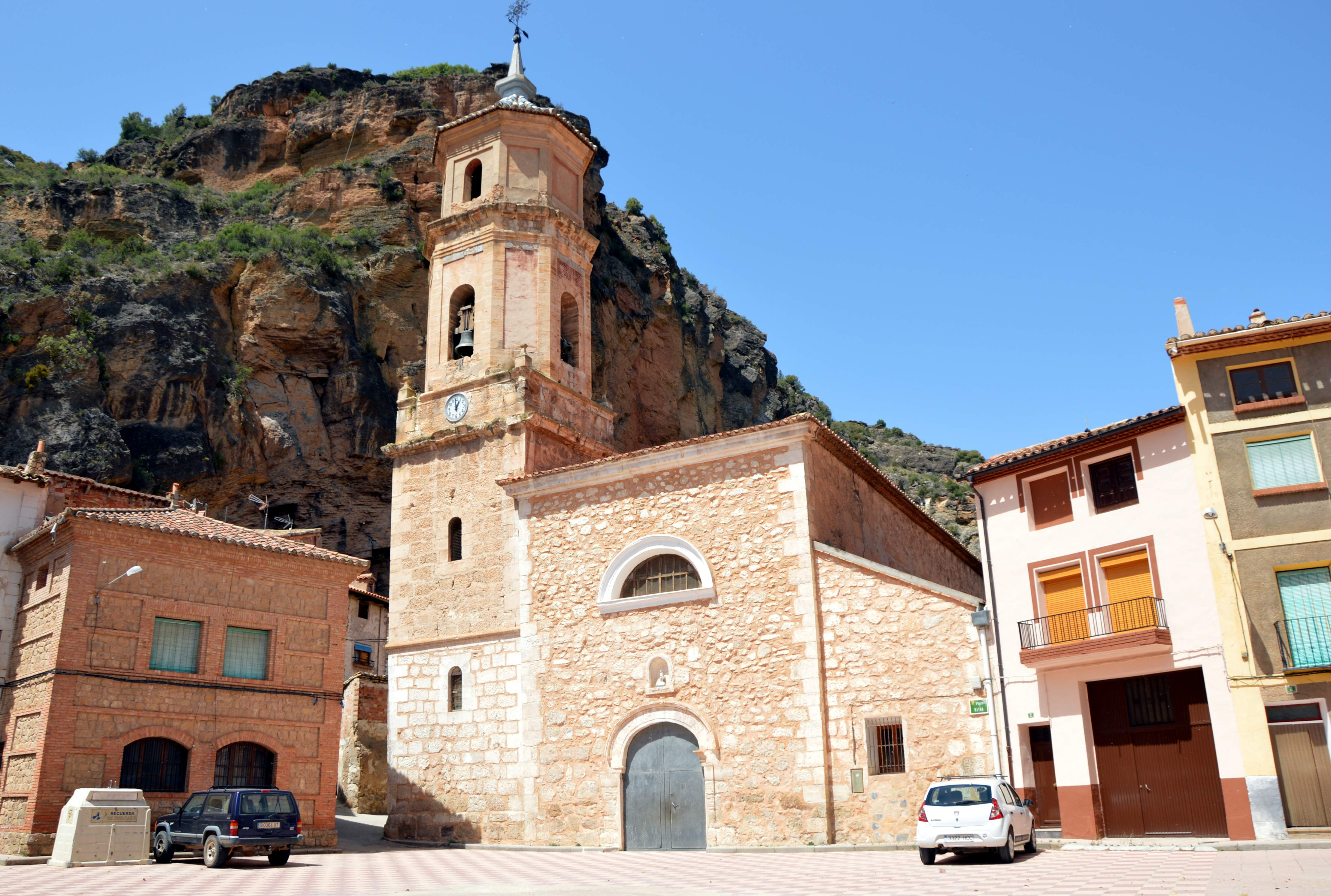
Johannes-der-Täufer-Kirche
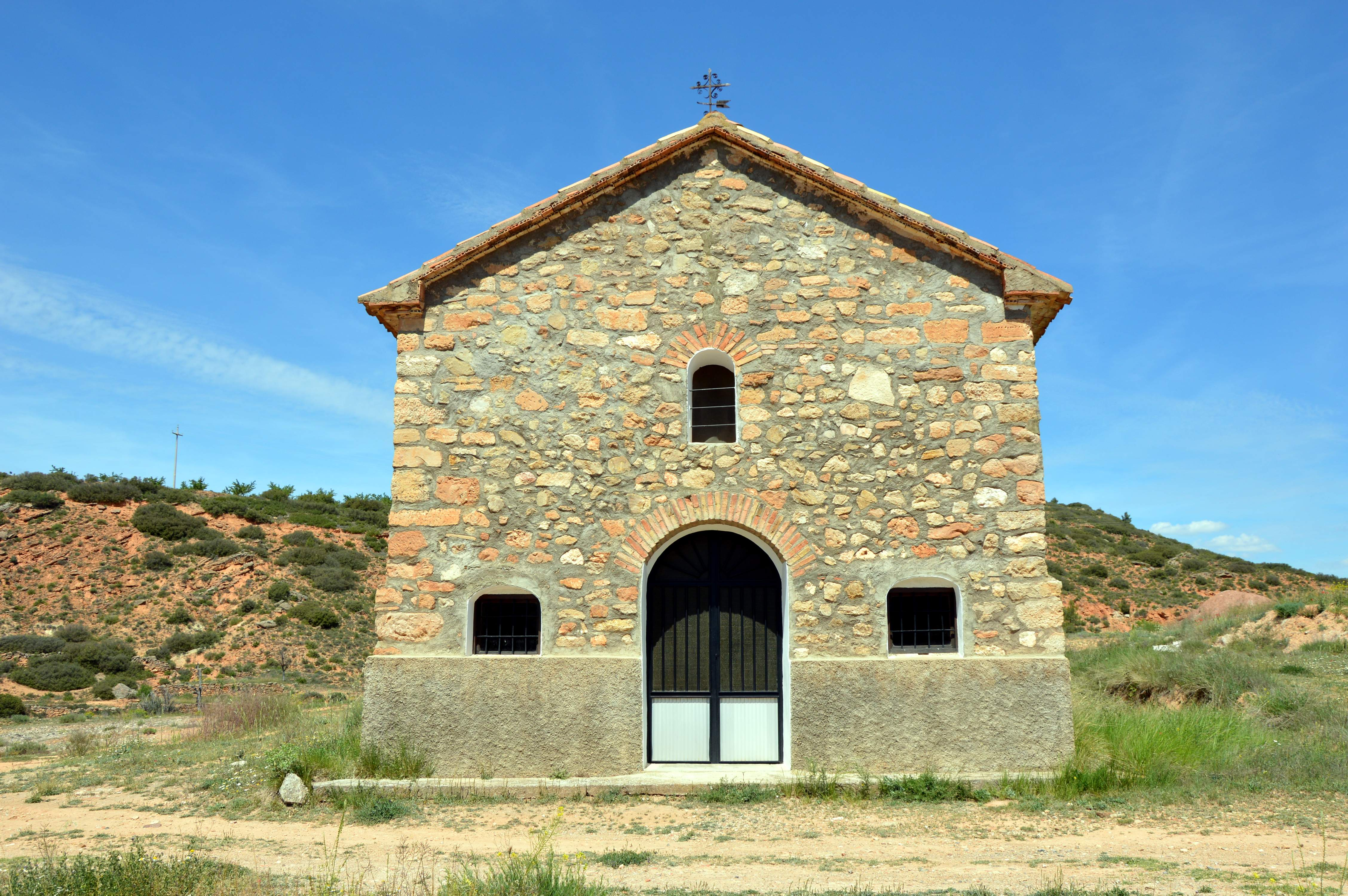
Marienkapelle
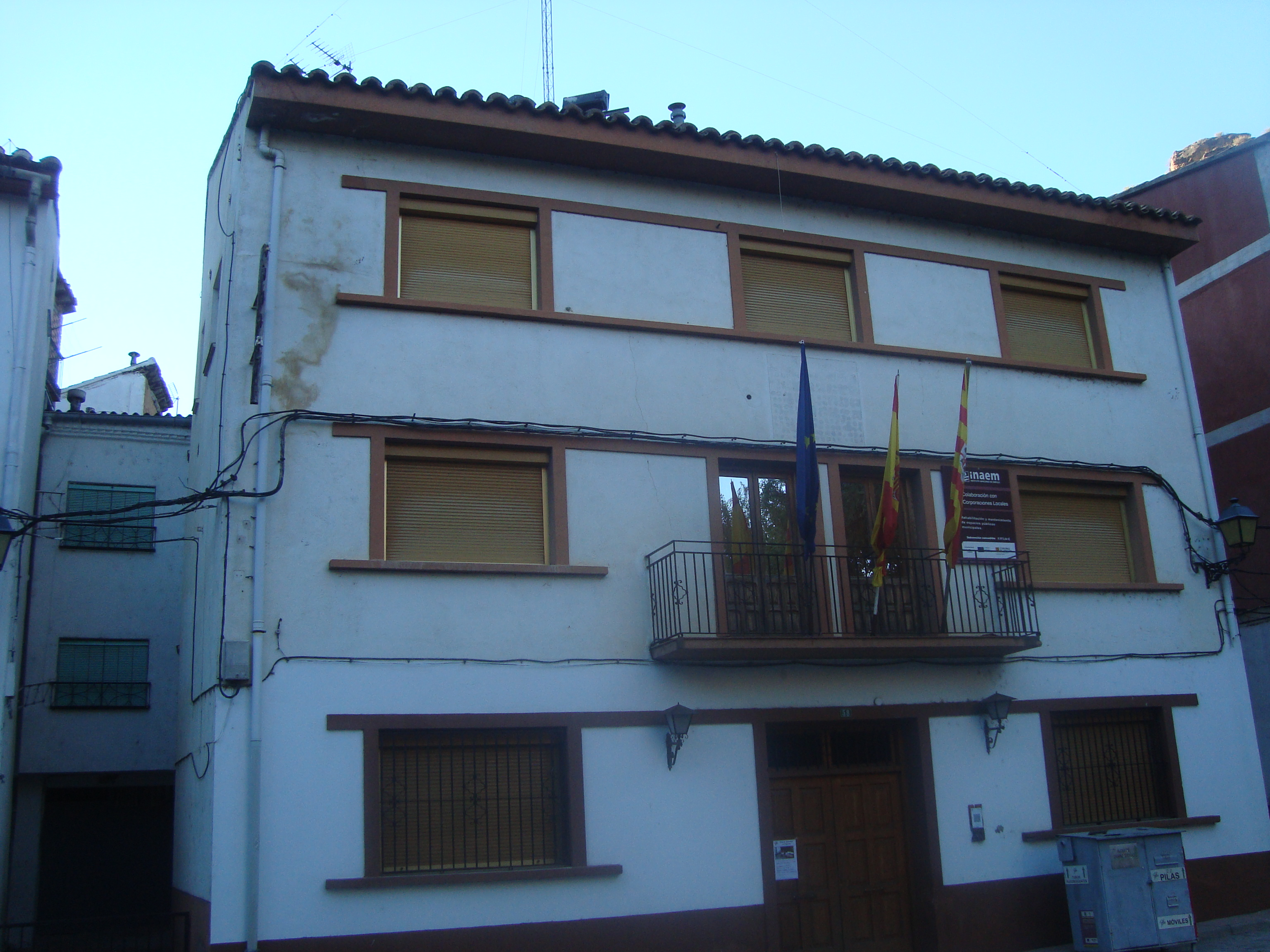
Rathaus